# 1879 en chimie
Cet article présente les faits marquants de l'année 1879 en chimie.

## Évènements
- 27-28 février : la saccharine est découverte accidentellement par les chimistes américains Ira Remsen et Constantin Fahlberg de l'université Johns-Hopkins de Baltimore[1].
- 24 mars : le chimiste suédois Lars Fredrik Nilson rapporte sa découverte du scandium dans une note présenté lors de la séance hebdomadaire de l'Académie des sciences[2].

- 27 mai : le chimiste allemand Otto Schott adresse au physicien allemands Ernst Abbe des échantillons d'une nouvelle sorte de verre contenant du lithium qu'il a mis au point pour faire examiner ses propriétés optiques. Son homogénéité élevée permet d'effectuer mesures spectrométriques[3].

- 18 août : le chimiste suédois Per Teodor Cleve annonce sa découverte des éléments chimiques holmium[4] et thulium[5] dans une note lue par Charles Adolphe Wurtz[6].
- Scandium découvert par Lars Fredrik Nilson[7].

- Le samarium est isolé sous forme de deux oxydes par Paul-Émile Lecoq de Boisbaudran[8].

- Décembre : le chocolatier suisse Rodolphe Lindt invente le conchage, procédé de pétrissage et d'affinage de la pâte de cacao pour obtenir du chocolat « fondant » par adjonction de beurre de cacao[9].
- Début de la publication de la revue scientifique Journal of the American Chemical Society[10].

## Prix
- Médaille Davy : Paul-Émile Lecoq de Boisbaudran pour sa découverte du gallium[11],[12].
- Faraday Lectureship : Charles Adolphe Wurtz[13]

## Naissances
- 14 février : Émile Jaboulay (mort en 1961), chimiste français.
- 22 février[14] : Joannes Brønsted (mort en 1947), chimiste danois.
- 8 mars[15] : Otto Hahn (mort en 1968), chimiste allemand, prix Nobel de chimie en 1944[16].
- 20 mars[17] : Maud Menten (morte en 1960), médecin et biochimiste canadienne.
- 9 juin[18] : Joseph Frossard (mort en 1955), chimiste et industriel français.
- 10 juillet[19] : Harry Nicholls Holmes (mort en 1958), chimiste et universitaire américain.
- 15 juillet[20] : Anton Kailan (mort en 1939), chimiste autrichien.
- 28 juillet : Carl Voegtlin (mort en 1960), pharmacologue suisse connu pour ses contributions à la pharmacologie des arsenicaux et la découverte, avec Homer Smith (en), de l'arsphénoxide comme agent actif du Salvarsan de Paul Ehrlich[21], et plus encore pour ses recherches sur le cancer.
- 22 octobre : José Giral (mort en 1962), universitaire et professeur de chimie.

## Décès
- 5 juin : August Karl Krönig (né en 1822), physicien et chimiste allemand.
- 3 novembre[22] : Antoine François Boutron Charlard (né en 1796), pharmacien et chimiste français.